# Pilosella moechiadia
Pilosella moechiadia là một loài thực vật có hoa trong họ Cúc. Loài này được (Peter) S.Bräut. & Greuter mô tả khoa học đầu tiên năm 2007.